# Central Health
Central Health was tot april 2023 een van de vier gezondheidsautoriteiten van de Canadese provincie Newfoundland en Labrador. De gezondheidsautoriteit was verantwoordelijk voor de openbare gezondheidszorg in het centrale gedeelte van het eiland Newfoundland. De gezondheidsautoriteit had bij haar opheffing zo'n 3200 personeelsleden in dienst die aan de slag waren in 40 zorginstellingen en in onder andere de verlening van thuiszorg.
In april 2022 maakte de provincieoverheid haar plannen bekend om de vier gezondheidsautoriteiten te fuseren tot een enkele gezondheidsautoriteit bevoegd voor de hele provincie. Op 1 april 2023 werd Central Health officieel opgeheven en werd het integraal deel van de nieuw gecreëerde Newfoundland and Labrador Health Services.

## Werkingsgebied
Het gebied dat onder Central Health viel telde zo'n 94.000 inwoners (2016), waarmee het de op een na grootste gezondheidsautoriteit van de provincie was. Het betrof de noordkust van Newfoundland van het schiereiland Baie Verte in het westen tot Charlottetown in het oosten; de in het binnenland gelegen plaatsen van Buchans in het westen tot Gander in het oosten; en de aan de centrale zuidkust gelegen plaatsen van McCallum in het westen tot Rencontre East in het oosten.

## Faciliteiten
Central Health overzag twee volledig uitgeruste ziekenhuizen (regional health centres) met daarnaast negen gezondheidscentra (health centres). De gezondheidscentra zijn relatief grote zorginstellingen die een breed scala aan zorg aanbieden, maar in tegenstelling tot ziekenhuizen geen hooggespecialiseerde ingrepen of onderzoeken uitvoeren. Het merendeel van de gezondheidscentra huisvest, in tegenstelling tot ziekenhuizen, een langetermijnzorgafdeling gericht op ouderen. In totaal telde de gezondheidsautoriteit in 2020 elf langetermijnzorgfaciliteiten. Vier hiervan waren op zichzelf staande rusthuizen die niet geïntegreerd zijn in een van de gezondheidscentra.
Op het lokale niveau bood Central Health gezondheidszorg aan via hun 24 zogenaamde gemeenschapsgezondheidscentra (community health centres). Dit zijn kleinschalige instellingen die weinig gespecialiseerde eerstelijnszorg aanbieden. Ze fungeren ook als spoedpost voor die gemeenschappen waar grotere zorgcentra te verafgelegen zijn om in spoedsituaties te bereiken.

### Ziekenhuizen
- Central Newfoundland Regional Health Centre (Grand Falls-Windsor)
- James Paton Memorial Regional Health Centre (Gander)

### Gezondheidscentra
- A.M. Guy Memorial Health Centre (Buchans)
- Baie Verte Peninsula Health Centre (Baie Verte)
- Connaigre Peninsula Health Centre (Harbour Breton)
- Green Bay Health Centre (Springdale)
- Fogo Island Health Centre (Fogo, Fogo Island)
- Lewisporte Health Centre (Lewisporte)
- Notre Dame Bay Memorial Health Centre (Twillingate)
- Dr. Hugh Twomey Health Centre (Botwood)
- Dr. Y.K. Jeon Kittiwake Health Centre (Brookfield, New-Wes-Valley)

### Rusthuizen
- Bonnews Lodge (Badger's Quay, New-Wes-Valley)
- Carmelite House (Grand Falls-Windsor)
- Lakeside Homes (Gander)
- Valley Vista Senior Citizen's Home (Springdale)

### Gemeenschapsgezondheidscentra
- Bay d'Espoir Community Health Centre (St. Alban's)
- Belleoram Community Health Centre (Belleoram)
- Bell Place Community Health Centre (Gander)
- Centreville Community Health Centre (Centreville, Centreville-Wareham-Trinity)
- Change Islands Community Health Centre (Change Islands)
- Dr. Brian Adams Memorial Community Health Centre (Gambo)
- Green Bay Community Health Centre (Springdale)
- Dr. C.V. Smith Memorial Community Health Centre (Glovertown)
- Eastport Community Health Centre (Eastport)
- Exploits Community Health Centre (Botwood)
- Gaultois Community Health Centre (Gaultois)
- Grand Falls-Windsor Community Health Centre (Grand Falls-Windsor)
- LaScie Community Health Centre (LaScie)
- Lewisporte Community Health Centre (Lewisporte)
- McCallum Community Health Centre (McCallum)
- Mose Ambrose Community Health Centre (Mose Ambrose, St. Jacques-Coomb's Cove)
- Musgrave Harbour Community Health Centre (Musgrave Harbour)
- New World Island Community Health Centre (Summerford)
- Rencontre East Community Health Centre (Rencontre East)
- Robert's Arm Community Health Centre (Robert's Arm)
- St. Alban's Community Health Centre (St. Alban's)
- St. Brendan's Community Health Centre (St. Brendan's)
- Victoria Cove Community Health Centre (Victoria Cove, Gander Bay North)

### Ontwenningskliniek
In Grand Falls-Windsor bevindt zich het Hope Valley Centre, het provinciale jeugdbehandelingscentrum. Het centrum is specifiek gericht op verslavingszorg voor jongeren van 12 tot 18 jaar. Een verblijf in deze ontwenningskliniek duurt gemiddeld zo'n 3 à 6 maanden.

## Andere diensten
Central Health bood aan patiënten of ouderen die niet in zorginstellingen hoeven te verblijven thuiszorg aan. Ook boden ze telefonische consultaties, educatieve campagnes en zorg in scholen aan. De gezondheidsautoriteit is ook aanbieder van het Therapeutic Residence Program. Dat is een vrijwillig opnameprogramma van normaliter drie à zes maanden voor mensen met een achtergrond van mentale problemen of verslaving.